# كينيدي نزيتشوكو
كينيدي نزيتشوكو (مواليد 13 يونيو 1992) هو مُقاتل فنون قتالية مختلطة نيجيري.

## وصلات خارجية
- كينيدي نزيتشوكو على موقع يو إف سي (الإنجليزية)
- كينيدي نزيتشوكو على موقع شيردوغ (الإنجليزية)
- كينيدي نزيتشوكو على موقع Tapology.com (الإنجليزية)